# Vault-de-Lugny
Pour les articles homonymes, voir Lugny.
Vault-de-Lugny est une commune française située dans le département de l'Yonne en région Bourgogne-Franche-Comté.

## Géographie

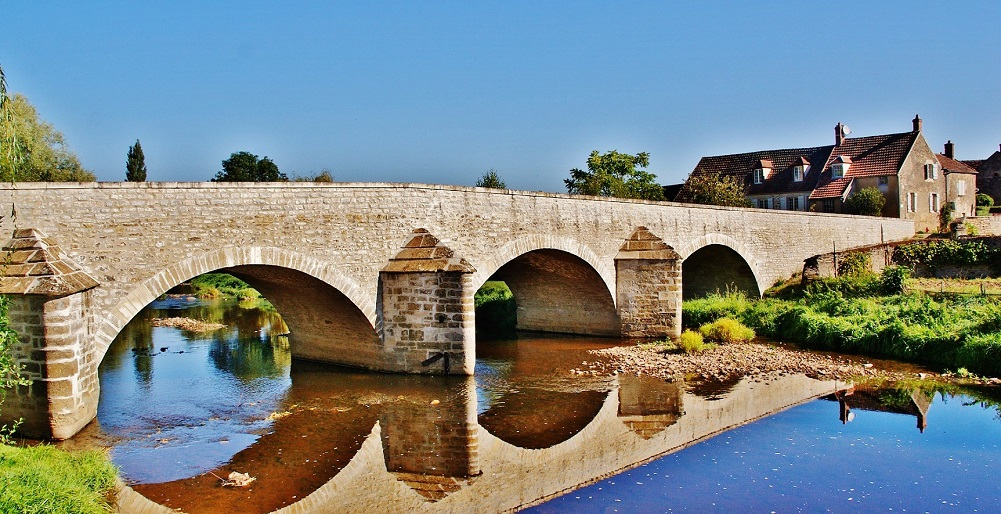
Le pont sur le Cousin.

Le village est situé dans le creux d'un méandre du Cousin, qui l'entoure étroitement à l'est, au sud et à l'ouest. Son affluent en rive gauche le ru d'Island, venant du sud, conflue avec le Cousin immédiatement au sud du village ; lui-même reçoit sur la commune deux petits affluents, dont le ru de Proinge. Le ruisseau de Grenouille (2,4 km) marque le nord de la limite de commune avec Pontaubert.
À l'ouest de Vault se trouvent deux monts : le Niètre (331 m) et le Montmarte 354 m. Le Montmarte s'élève de 200 m au-dessus du fond de la vallée du Cousin, distant de 1,2 km de son sommet.
Vault-de-Lugny est distant de 7 km d'Avallon  et comprend trois hameaux principaux : Le Moulin-Rion, Valloux, et Vermoiron. Ce dernier est situé sur la rive gauche du Cousin, au nord-est du Montmarte. Valloux est situé sur le flanc d'une petite éminence sur la rive droite. Entre Vermoiron et Valloux se trouve Le Pâtis. La Papeterie est sur le Cousin juste à l'entrée de la rivière sur la commune (à la confluence du ruisseau de Grenouille avec le Cousin) et Le Moulin Rion est lui aussi sur le Cousin, juste avant que celui-ci ne quitte la commune. Le clos Jordan, maison de la première moitié du XVIIe siècle inscrite aux monuments historiques, se trouve dans l'anse du Cousin qui entoure Vault, dans le sud du bourg.
La commune a une superficie de 1 549 hectares.
Le sentier de grande randonnée GR 13 reliant Fontainebleau (Seine-et-Marne) à Arcy-sur-Cure (Yonne) traverse la commune, passant entre le Montmarte et le Niètre. Le GRP du Tour de l'Avallonais passe par la ville et rejoint le GR 13 en face de ces deux monts.

### Climat
Pour des articles plus généraux, voir Climat de la Bourgogne-Franche-Comté et Climat de l'Yonne.
En 2010, le climat de la commune est de type climat océanique dégradé des plaines du Centre et du Nord, selon une étude du Centre national de la recherche scientifique s'appuyant sur une série de données couvrant la période 1971-2000. En 2020, Météo-France publie une typologie des climats de la France métropolitaine dans laquelle la commune est exposée à un climat océanique altéré et est dans la région climatique  Lorraine, plateau de Langres, Morvan, caractérisée par un hiver rude (1,5 °C), des vents modérés et des brouillards fréquents en automne et hiver. 
Pour la période 1971-2000, la température annuelle moyenne est de 10,9 °C, avec une amplitude thermique annuelle de 15,8 °C. Le cumul annuel moyen de précipitations est de 712 mm, avec 11,8 jours de précipitations en janvier et 7,8 jours en juillet. Pour la période 1991-2020, la température moyenne annuelle observée sur la station météorologique de Météo-France la plus proche, « St André », sur la commune de Saint-André-en-Terre-Plaine à 16 km à vol d'oiseau, est de 11,3 °C et le cumul annuel moyen de précipitations est de 849,9 mm. 
La température maximale relevée sur cette station est de 41,3 °C, atteinte le 24 juillet 2019 ; la température minimale est de −16 °C, atteinte le 20 décembre 2009,,. 
Les paramètres climatiques de la commune ont été estimés pour le milieu du siècle (2041-2070) selon différents scénarios d'émission de gaz à effet de serre à partir des nouvelles projections climatiques de référence DRIAS-2020. Ils sont consultables sur un site dédié publié par Météo-France en novembre 2022.

## Urbanisme

### Typologie
Au 1er janvier 2024, Vault-de-Lugny est catégorisée commune rurale à habitat dispersé, selon la nouvelle grille communale de densité à sept niveaux définie par l'Insee en 2022.
Elle est située hors unité urbaine. Par ailleurs la commune fait partie de l'aire d'attraction d'Avallon, dont elle est une commune de la couronne,. Cette aire, qui regroupe 74 communes, est catégorisée dans les aires de moins de 50 000 habitants,.

### Occupation des sols
L'occupation des sols de la commune, telle qu'elle ressort de la base de données européenne d’occupation biophysique des sols Corine Land Cover (CLC), est marquée par l'importance des territoires agricoles (70,9 % en 2018), une proportion identique à celle de 1990 (70,9 %). La répartition détaillée en 2018 est la suivante : 
prairies (51,7 %), forêts (24,1 %), terres arables (17,4 %), zones urbanisées (2,9 %), milieux à végétation arbustive et/ou herbacée (2,2 %), zones agricoles hétérogènes (1,8 %). L'évolution de l’occupation des sols de la commune et de ses infrastructures peut être observée sur les différentes représentations cartographiques du territoire : la carte de Cassini (XVIIIe siècle), la carte d'état-major (1820-1866) et les cartes ou photos aériennes de l'IGN pour la période actuelle (1950 à aujourd'hui).

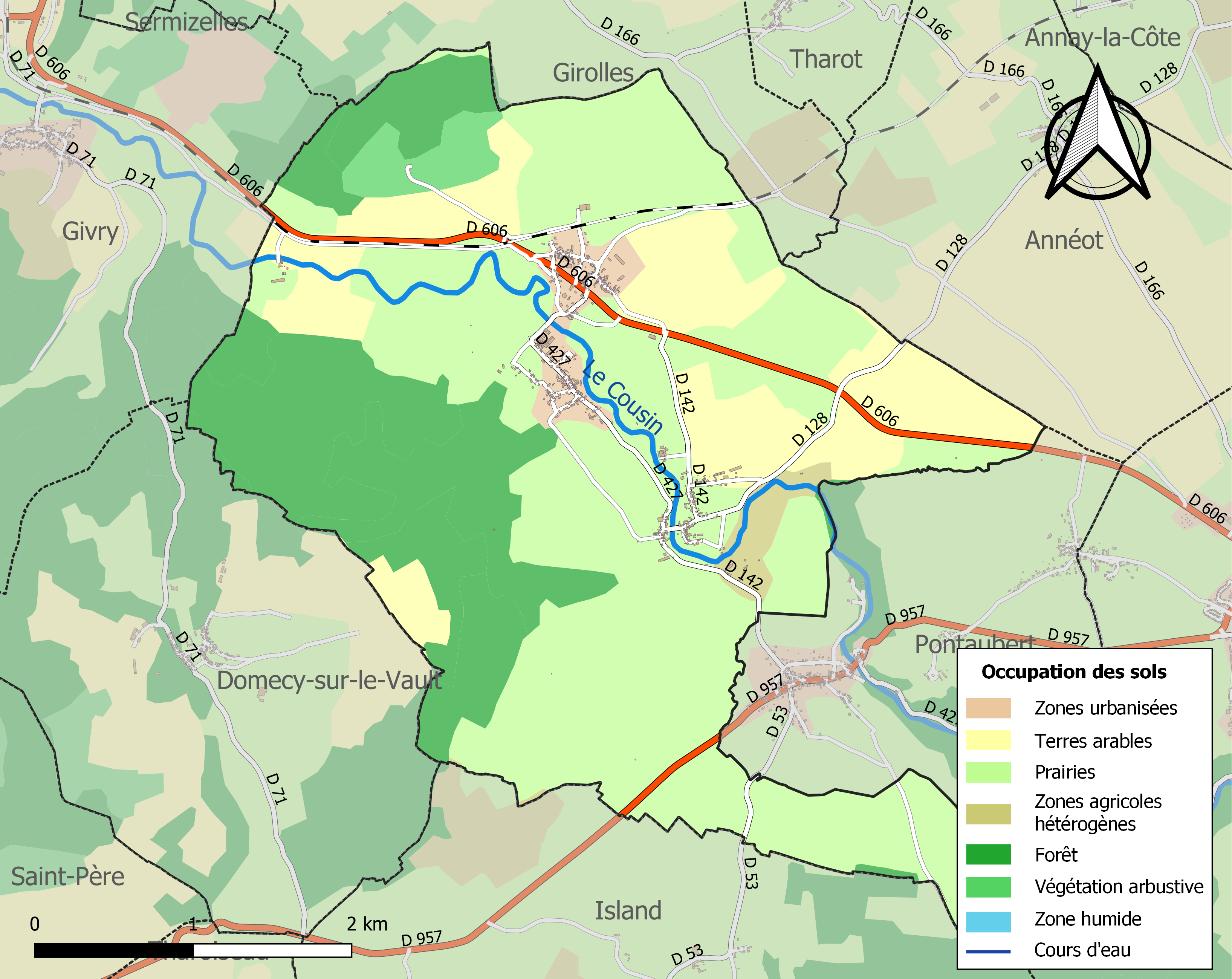
Carte des infrastructures et de l'occupation des sols de la commune en 2018 (CLC).

## Histoire
La présence romaine sur la commune a été attestée par la découverte de médailles et de différents débris de constructions d'origine romaine.
Près du sommet du Montmarte se trouvent les ruines d'un temple trouvé en 1822. Ses murs étaient habillés de lambris ou de corniches en marbre blanc, ou d'un enduit de stuc, couverts de fresques représentant des feuilles d'acanthe. On y a aussi trouvé les restes d'environ douze statues, dont quelques-unes en marbre blanc, et une table de marbre portant l'inscription "Deo" - le reste de l'inscription étant illisible. 
104 médailles de bronze à l'effigie de plusieurs empereurs romains y ont également été trouvées, la plus ancienne datant de Trajan (53 - † 117, empereur de 98 à 117) et la plus récente de Valentinien Ier († 375, empereur de 364 à 375), ainsi que d'autres médailles, tombeaux et objets antiques et une belle mosaïque qui a été transportée au château de Chastellux. Quatre colonnes de marbre cipolin, utilisées au XIe siècle pour l'église Saint-Martin à Avallon, proviendraient de ce temple antique.
Au XIIe siècle, on retrouve la mention d'un village dénommé « Vallis Oliniaci ».

## Politique et administration

### Liste des maires

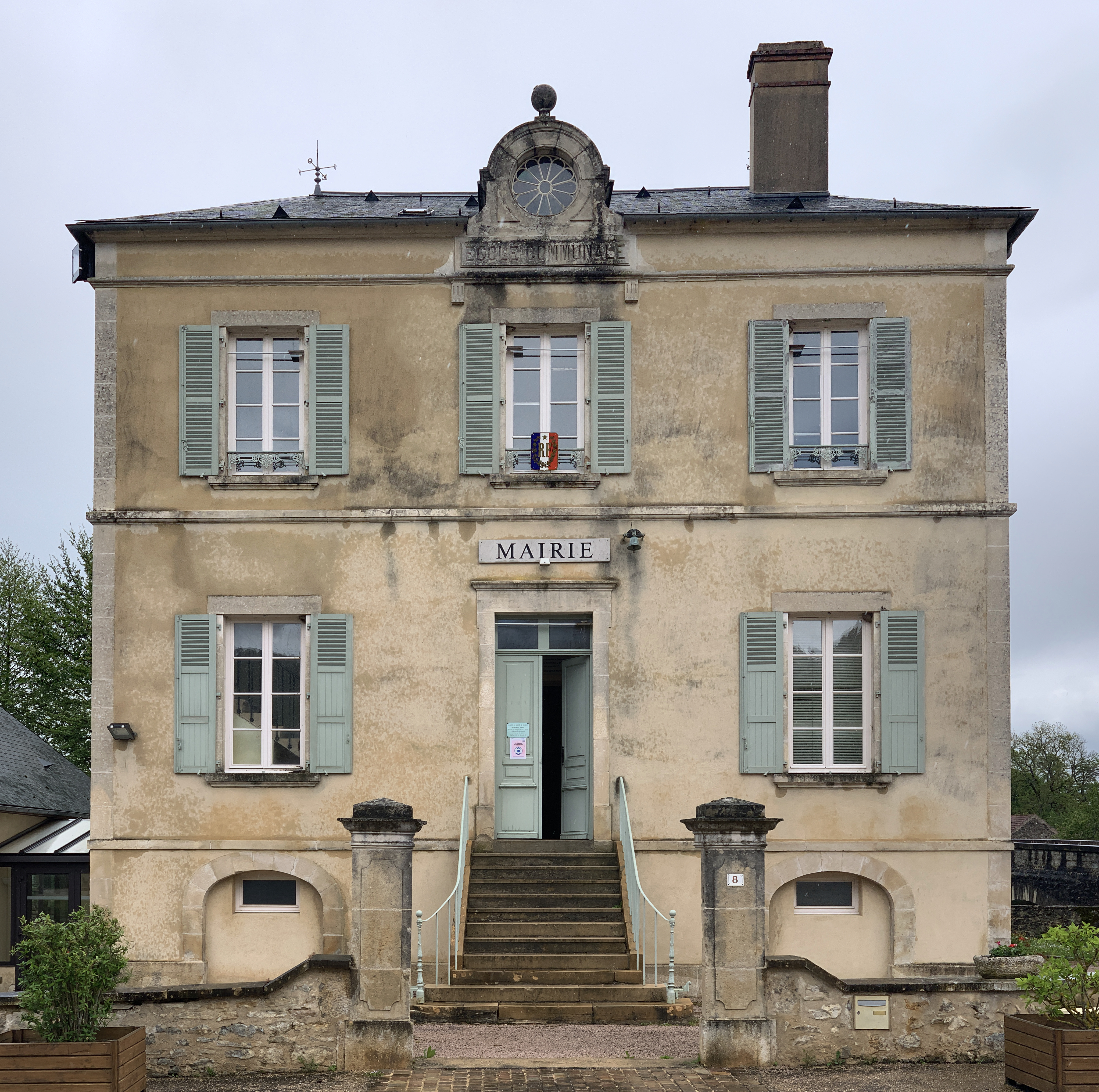
La mairie.

| Période   | Période   | Identité         | Étiquette | Qualité  |
| --------- | --------- | ---------------- | --------- | -------- |
| ?         | 1989      | René Content     |           |          |
| 1989      | mars 2008 | Jean Santigny    |           |          |
| mars 2008 | 2014      | Jacqueline Dupré |           |          |
| 2014      | En cours  | Alain Viteau     | SE        | Retraité |

## Démographie
L'évolution du nombre d'habitants est connue à travers les recensements de la population effectués dans la commune depuis 1793. Pour les communes de moins de 10 000 habitants, une enquête de recensement portant sur toute la population est réalisée tous les cinq ans, les populations de référence des années intermédiaires étant quant à elles estimées par interpolation ou extrapolation. Pour la commune, le premier recensement exhaustif entrant dans le cadre du nouveau dispositif a été réalisé en 2008.

En 2022, la commune comptait 269 habitants, en évolution de −11,8 % par rapport à 2016 (Yonne : −1,95 %, France hors Mayotte : +2,11 %).
| 1793 | 1800 | 1806 | 1821 | 1831 | 1836 | 1841 | 1846 | 1851 |
| ---- | ---- | ---- | ---- | ---- | ---- | ---- | ---- | ---- |
| 877  | 912  | 833  | 841  | 851  | 858  | 852  | 865  | 838  |

| 1856 | 1861 | 1866 | 1872 | 1876 | 1881 | 1886 | 1891 | 1896 |
| ---- | ---- | ---- | ---- | ---- | ---- | ---- | ---- | ---- |
| 773  | 756  | 725  | 722  | 686  | 703  | 716  | 684  | 656  |

| 1901 | 1906 | 1911 | 1921 | 1926 | 1931 | 1936 | 1946 | 1954 |
| ---- | ---- | ---- | ---- | ---- | ---- | ---- | ---- | ---- |
| 607  | 570  | 530  | 448  | 440  | 421  | 398  | 365  | 349  |

| 1962 | 1968 | 1975 | 1982 | 1990 | 1999 | 2006 | 2008 | 2013 |
| ---- | ---- | ---- | ---- | ---- | ---- | ---- | ---- | ---- |
| 398  | 378  | 334  | 322  | 320  | 328  | 326  | 325  | 314  |

| 2018 | 2022 | - | - | - | - | - | - | - |
| ---- | ---- | - | - | - | - | - | - | - |
| 280  | 269  | - | - | - | - | - | - | - |

## Lieux et monuments
- Le temple gallo-romain du Montmarte
- L'église Saint-Germain-d'Auxerre a été rebâtie à la fin du XVe siècle : il ne reste aucune trace de la chapelle originelle. Elle a été classée monument historique par arrêté du 15 janvier 1908[28].
- Le château de Vault-de-Lugny date du début du XVe siècle, mais il a été démantelé en 1478 et reconstruit à la fin du XVIe siècle. Bordé d'un large fossé empli d'eau, c'est aujourd'hui un hôtel de luxe.

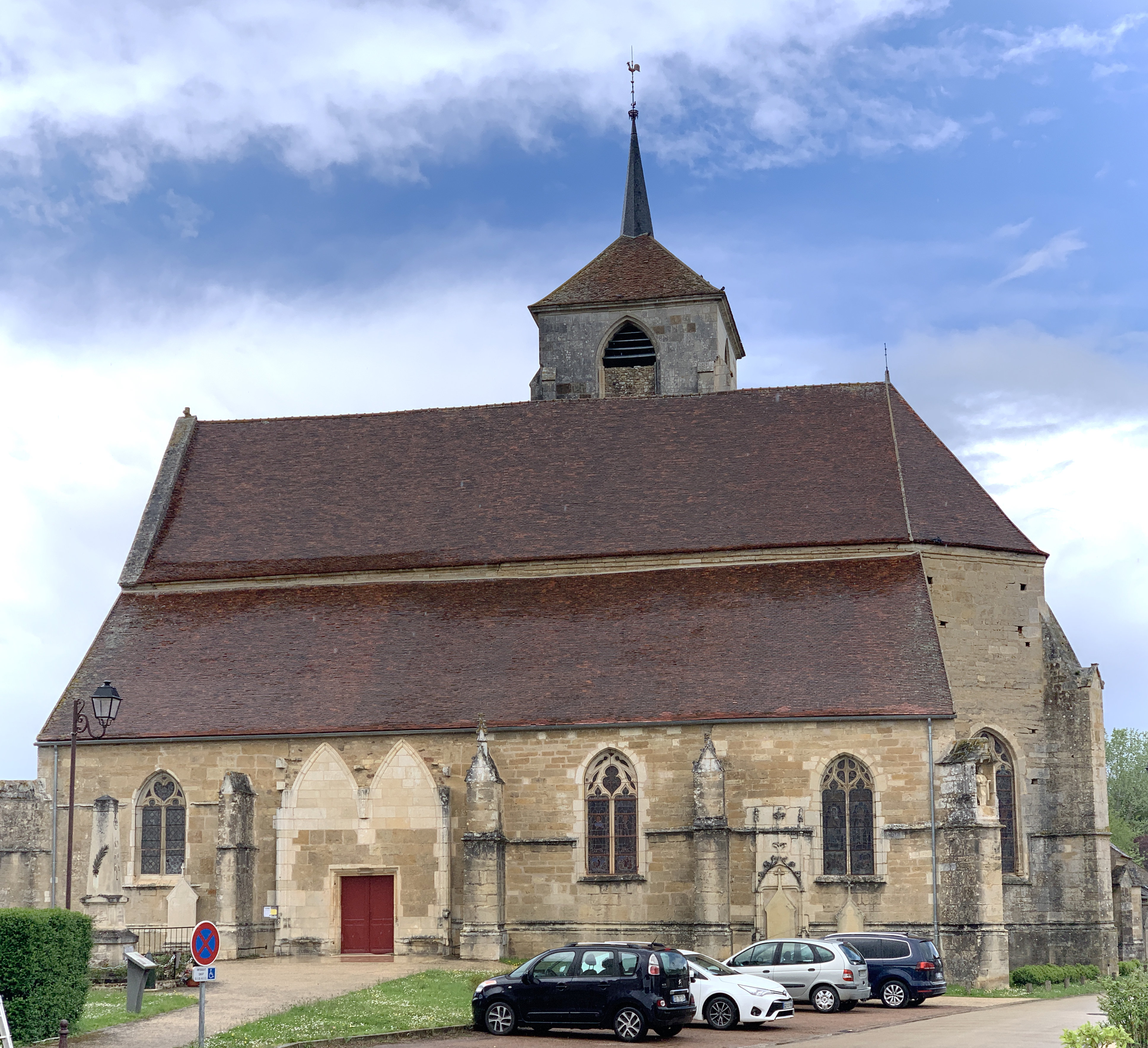
Église paroissiale Saint-Germain-d'Auxerre.
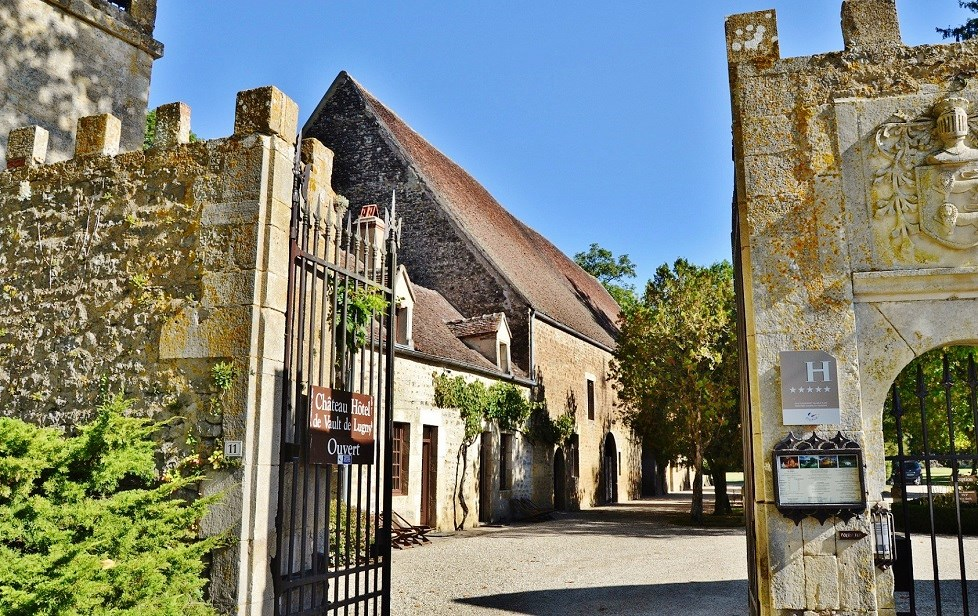
L'entrée du château de Vault-de-Lugny.

## Personnalités liées à la commune
- Pierre Bourbotte (1763-1795), député de la Convention nationale, est né dans la commune.
- Auguste de Laissardière (1881-1964), né à Vault-de-Lugny, cavalier.
- Henri Mitterand (1928-2021), écrivain, Maître de conférences à l'Université de Nancy, membre de l'Académie du Morvan.

## Pour approfondir